# Sandy Island (Northeast Arm)
Sandy Island is een klein eilandje in de Canadese provincie Newfoundland en Labrador. Het ligt in een zeearm aan de oostkust van het eiland Newfoundland en maakt deel uit van het Nationaal Park Terra Nova.

## Geografie

### Ligging
Sandy Island ligt in de Northeast Arm, een kilometerslange zijarm van de Alexander Bay aan de oostkust van Newfoundland. Het ligt meer bepaald in de Broad Cove, een grote zuidelijke inham van die zeearm.
Het eilandje ligt net nog binnen de grenzen van het Nationaal Park Terra Nova, terwijl de inham waarin het ligt deel uitmaakt van het Trekvogelreservaat Terra Nova.

### Omschrijving
Sandy Island is zo'n 150 meter lang en maximaal 40 meter breed en heeft een oppervlakte van een halve hectare. Het eilandje steekt als een kleine heuvel uit het water, is dichtbebost en heeft aan zijn zuidwestelijke zijde een zanderige oever. Deze gaat over in een zeer smalle zanderige landtong die oostwaarts loopt en bijna even lang is als het hoofdeiland zelf.
Het eilandje heeft relevantie daar het pal naast de causeway van provinciale route 310 ligt. Het ligt halverwege deze 1,2 km lange dijk en reikt tot op amper 30 meter ervan, wat van het eiland een bijzonder zicht maakt voor autobestuurders rijdend doorheen het nationaal park.

## Galerij

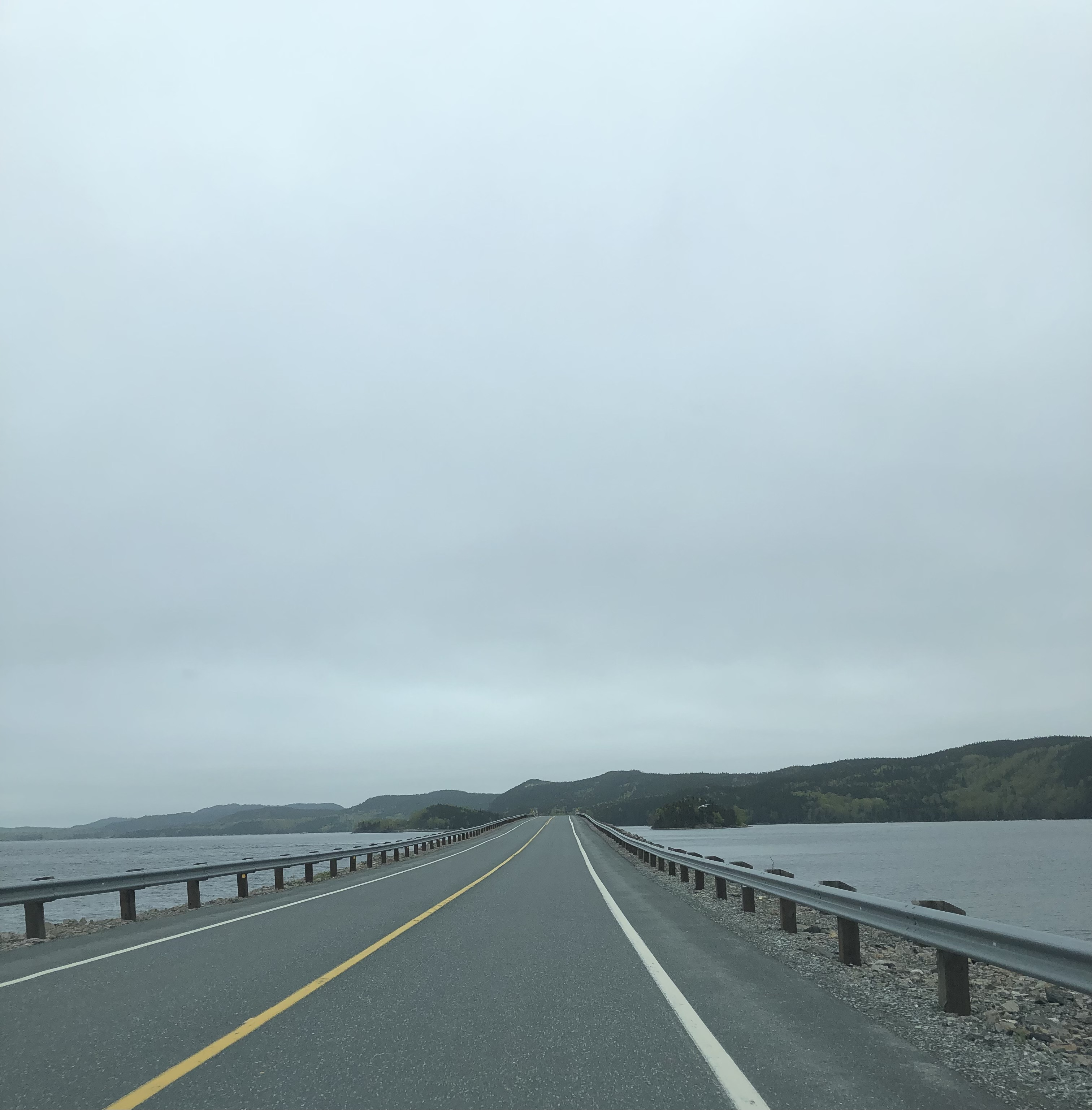
De dijk van Route 310 komend vanuit het westen. Sandy Island ligt in de verte, rechts van de baan.
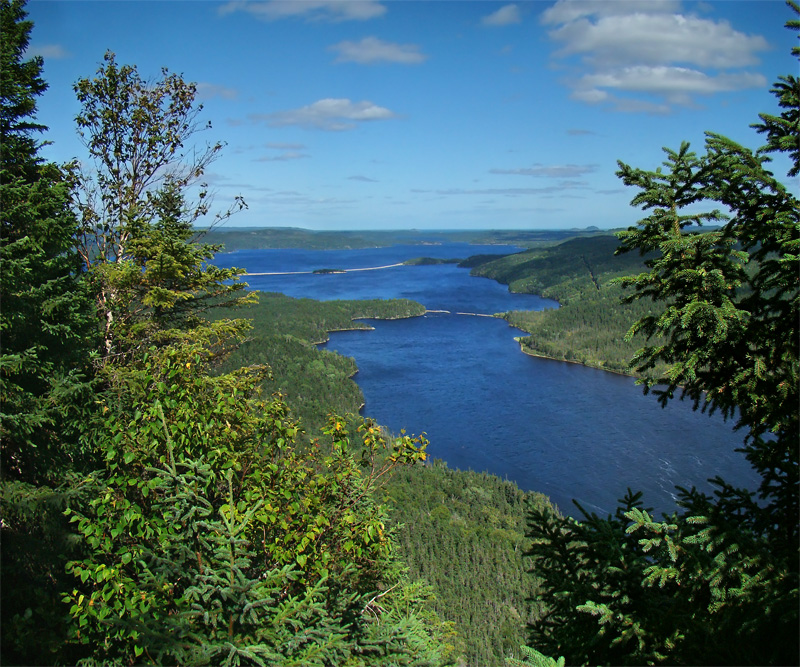
Zicht vanaf het uitkijkpunt van Malady Head. Sandy Island ligt helemaal in de achtergrond, vlak voor de dijk van Route 310.